# 北院门144号民居
北院门144号民居又名高家大院或高岳崧故居，位于中国陕西省西安市莲湖区北院门街144号，始建于明崇祯十四年（1641）。建筑坐西向东，分为南北三个跨院，面积约2310平方米，因清同治十年（1871）子嗣高岳崧中得榜眼，故大门悬有“榜眼及第”牌匾。2003年修复后部分对外开放。